# 1973 في الولايات المتحدة
فيما يلي قوائم الأحداث التي وقعت خلال عام 1973 في الولايات المتحدة.

## سياسة

### تعيين في المنصب
- 1 يناير – ألكسندر هيغ نائب رئيس أركان جيش الولايات المتحدة [الإنجليزية]‏.
- 1 يناير – بارني فرانك عضو مجلس نواب ماساتشوستس.
- 1 يناير – توماس لي جج حاكم مونتانا [الإنجليزية]‏.
- 1 يناير – فريدريك كارلتون ويند نائب رئيس أركان جيش الولايات المتحدة [الإنجليزية]‏.
- 1 يناير – ماكس بوكس عضو مجلس نواب مونتانا.
- 3 يناير – أندرو يونغ عضو مجلس النواب الأمريكي.
- 3 يناير – تشارلز ويلسون عضو مجلس النواب الأمريكي.
- 3 يناير – جو بايدن عضو مجلس الشيوخ الأمريكي.
- 3 يناير – جوزيف إ. برينان عضو مجلس ولاية مين.
- 3 يناير – جيمس أبو رزق عضو مجلس الشيوخ الأمريكي.
- 3 يناير – جيمس روبرت جونز عضو مجلس النواب الأمريكي.
- 3 يناير – ليو رايان عضو مجلس النواب الأمريكي.
- 3 يناير – وليام كوهين عضو مجلس النواب الأمريكي.
- 3 يناير – ويليام هاثاوي عضو مجلس الشيوخ الأمريكي.
- 6 يناير – جيم هنت نائب حاكم شمال كارولينا [الإنجليزية]‏.
- 8 يناير – أوتيس ر بوين حاكم إنديانا [الإنجليزية]‏.
- 30 يناير – إليوت ريتشاردسون وزير الدفاع الأمريكي،نائب عام الولايات المتحدة.
- 2 فبراير – جيمس توماس لين وزير الإسكان والتنمية المدنية (الولايات المتحدة).
- 2 فبراير – جيمس شليسنجر مدير الاستخبارات المركزية،وزير الدفاع الأمريكي.
- 12 فبراير – كاسبار واينبرغر وزير الصحة والخدمات الإنسانية الأمريكي.
- 21 مارس – روبرت بورك النائب العام للولايات المتحدة [الإنجليزية]‏،نائب عام الولايات المتحدة.
- 4 سبتمبر – وليام كولبي مدير الاستخبارات المركزية.
- 22 سبتمبر – هنري كسنجر وزير الخارجية الأمريكي.
- 6 ديسمبر – بيتي فورد السيدة الثانية للولايات المتحدة.
- 18 ديسمبر – تشارلز مالكولم ويلسون حاكم نيويورك [الإنجليزية]‏.

### انتهاء فترة المنصب
- 1 يناير – ألكسندر هيغ نائب مستشار الأمن القومي (الولايات المتحدة)،نائب رئيس أركان جيش الولايات المتحدة [الإنجليزية]‏.
- 1 يناير – بروس بالمر جونيور نائب رئيس أركان جيش الولايات المتحدة [الإنجليزية]‏.
- 1 يناير – جيم غاريسون المدعي العام [الإنجليزية]‏.
- 3 يناير – جون شيرمان كوبر عضو مجلس الشيوخ الأمريكي.
- 3 يناير – فريد ر هاريس عضو مجلس الشيوخ الأمريكي.
- 3 يناير – مارغريت سميث Chairman of the United States Senate Republican Conference [الإنجليزية]‏، عضو مجلس الشيوخ الأمريكي.
- 3 يناير – هيل بوغز عضو مجلس النواب الأمريكي.
- 15 يناير – جاي روكفلر Secretary of State of West Virginia [الإنجليزية]‏.
- 20 يناير – جورج رومني وزير الإسكان والتنمية المدنية (الولايات المتحدة).
- 29 يناير – إليوت ريتشاردسون وزير الصحة والخدمات الإنسانية الأمريكي،وزير الدفاع الأمريكي،نائب عام الولايات المتحدة.
- 1 فبراير – بيتر جورج بيترسون وزير التجارة الأمريكي.
- 2 فبراير – جون أنتوني فولبي وزير النقل الأمريكي.
- 2 فبراير – ريتشارد هيلمز مدير الاستخبارات المركزية.
- 30 أبريل – ريتشارد كليندينست نائب عام الولايات المتحدة.
- 2 يوليو – جيمس شليسنجر مدير الاستخبارات المركزية.
- 3 سبتمبر – وليام روجرز وزير الخارجية الأمريكي.
- 17 ديسمبر – روبرت بورك نائب عام الولايات المتحدة.
- 18 ديسمبر – نيلسون روكفلر حاكم نيويورك [الإنجليزية]‏.
- 31 ديسمبر – جون ليندسي عمدة مدينة نيويورك.

## رياضة
- 7 أكتوبر – جائزة الولايات المتحدة الكبرى 1973 الفائز روني بيترسون.

## ظهور
- 1 يناير – كيس
- 1 يناير – مجلة الفلك

## أفلام
من الأفلام التي صدرت هذه السنة في الولايات المتحدة:
- 1 يناير – الطريق الذي كنا عليه من إخراج سيدني بولاك.
- 1 يناير – الفزاعة من إخراج Jerry Schatzberg [الإنجليزية]‏.
- 1 يناير – القمر الورقي من إخراج بيتر بوغدانوفيتش.
- 1 يناير – اللدغة من إخراج جورج هيل.
- 1 يناير – إنقاذ النمر من إخراج جون أفليدسن.
- 1 يناير – رحلة سندباد الذهبية من إخراج Gordon Hessler [الإنجليزية]‏.
- 1 يناير – رؤى الثمانية من إخراج يوري نيكلايفتش أوزرف، جون شليسنجر، Michael Pfleghar [الإنجليزية]‏، كون إيشيكاوا، ميلوش فورمان، كلود ليلوش، آرثر بن، ماي تسيترلينغ.
- 1 يناير – شوارع متوسطة من إخراج مارتن سكورسيزي.
- 1 يناير – طارد الأرواح الشريرة من إخراج ويليام فريدكن.
- 1 يناير – عش ودعهم يموتون من إخراج غاي هاملتن.
- 1 يناير – قوة الماغنوم من إخراج تيد بوست.
- 1 يناير – لمسة من الرقي من إخراج ملفين فرانك.
- 1 يناير – مطاردة الصحيفة من إخراج جيمس بريدغز.
- 26 يوليو – دخول التنين من إخراج روبرت كلاوس.
- 1 أغسطس – زخرفة أمريكية من إخراج جورج لوكاس.[1]
- 21 نوفمبر – وست وورلد من إخراج مايكل كرايتون.
- 13 ديسمبر – مغامرة بوسيدون من إخراج رونالد نيوم.
- 16 ديسمبر – بابيلون من إخراج فرانكلين شافنر.[2]
- 17 ديسمبر – رحلات مع عمتي من إخراج جورج كوكور.

## برامج ومسلسلات وأنمي
- النجم اللامع

## كتب
من الكتب التي صدرت هذه السنة في الولايات المتحدة:
- 1 يناير – الرواية الأمريكية العظيمة من تأليف فيليب روث.
- 1 يناير – الوجه الآخر لمنتصف الليل من تأليف سيدني شيلدون.

## مواليد

### يناير
- 1 يناير – اريك أندرسون ممثل أمريكي.
- 1 يناير – براد كارتر
- 1 يناير – برايان ماير سياسي أمريكي.
- 1 يناير – تينا هولمز ممثلة أمريكية.
- 1 يناير – داني لويد
- 3 يناير – كريس وودروف لاعب كرة مضرب أمريكي.
- 4 يناير – دامون غوبتون
- 5 يناير – ديريك سيسيل ممثل أمريكي.[3]
- 9 يناير – أنجيلا بيتيس[4]
- 10 يناير – أجيت باي
- 10 يناير – ريان دروموند
- 10 يناير – غلين روبنسون لاعب كرة سلة أمريكي.
- 10 يناير – فيليكس ترينيداد
- 11 يناير – روكموند دنبار ممثل أمريكي.
- 12 يناير – أنخيل شاكون ملاكم من الولايات المتحدة الأمريكية.
- 13 يناير – برنارد هوبكنز
- 16 يناير – روب باترنوسترو
- 18 يناير – جونيور بورو لاعب كرة سلة من الولايات المتحدة الأمريكية.
- 24 يناير – ويليام لي ممثل أمريكي.
- 25 يناير – جيف جونز[5]
- 28 يناير – جيروم ألن
- 30 يناير – جالين روز لاعب كرة سلة أمريكي.[6]
- 30 يناير – شارون رايت لاعب كرة سلة أمريكي.

### فبراير
- 1 فبراير – أندريه ريديك لاعب كرة سلة أمريكي.
- 1 فبراير – مايكل جويس لاعب كرة مضرب من الولايات المتحدة الأمريكية.
- 3 فبراير – تشارلز شوفورد ملاكم من الولايات المتحدة الأمريكية.
- 4 فبراير – أوسكار دي لا هويا
- 7 فبراير – جوان هوارد
- 9 فبراير – كولين إغليسفيلد ممثل أمريكي.[7]
- 14 فبراير – تيوس إدني لاعب كرة سلة أمريكي.
- 14 فبراير – جيسون دوغلاس ممثل أمريكي.
- 15 فبراير – أمي فان دايكن
- 17 فبراير – درو باري لاعب كرة سلة أمريكي.
- 19 فبراير – تيرنس رينتشير
- 20 فبراير – أندريا سافيج[8]
- 21 فبراير – داني سانتياغو ملاكم من الولايات المتحدة الأمريكية.
- 23 فبراير – جيف نوردجارد لاعب كرة سلة أمريكي.
- 24 فبراير – دونالد ويليامز لاعب كرة سلة أمريكي.
- 24 فبراير – راينبو رويل كاتبة للأطفال أمريكية.[9]
- 26 فبراير – جيني تومبسون سبّاحة من الولايات المتحدة الأمريكية.[10]
- 28 فبراير – نيكيشيا هندرسون لاعبة كرة سلة أمريكية.

### مارس
- 1 مارس – كريس ويبر لاعب كرة سلة أمريكي.
- 4 مارس – لين وايزمان مخرج أفلام أمريكي.[11]
- 6 مارس – غريغ أوسترتاغ لاعب كرة سلة من الولايات المتحدة الأمريكية.
- 6 مارس – مايكل فينلي لاعب كرة سلة أمريكي.
- 9 مارس – راجيف شاه
- 15 مارس – روبن هنكي
- 16 مارس – تيم كانج ممثل أمريكي.[12]
- 17 مارس – أميليا هاينل ممثلة أمريكية.[13]
- 18 سبتمبر – جيمس مارسدن ممثل أمريكي.[14][14]
- 18 مارس – لوسي كريستيان[15]
- 23 مارس – جيسون كيد[16]
- 23 مارس – ديفيد فوغن الثالث لاعب كرة سلة أمريكي.
- 24 مارس – جيم بارسنز ممثل أمريكي.[17]
- 25 مارس – بوب سورا لاعب كرة سلة أمريكي.
- 26 مارس – تي آر نايت ممثل أمريكي.[18]
- 26 مارس – لاري بايج[19]
- 28 مارس – إدوارد فاتو مصارع محترف من الولايات المتحدة الأمريكية.
- 29 مارس – موريس ويتفيلد لاعب كرة سلة من الولايات المتحدة الأمريكية.
- 30 مارس – كريم ستريت تومبسون[20]
- 31 مارس – ديفيد فانتيربول

### أبريل
- 1 أبريل – تيري فون حكم من الولايات المتحدة الأمريكية.
- 1 أبريل – راتشيل مادو صحفية أمريكية.
- 1 أبريل – فريس أوكندو ملاكم من الولايات المتحدة الأمريكية.
- 2 أبريل – روسيلين سانشيز[21]
- 3 أبريل – ادم سكوت ممثل أمريكي.
- 4 أبريل – ديفيد بلين[22]
- 5 أبريل – فاريل ويليامز[23]
- 6 أبريل – سيندي روبنسون ممثلة أمريكية.[24]
- 8 أبريل – إيما كولفيلد
- 11 أبريل – جينيفر إسبوسيتو ممثلة أمريكية.[25]
- 14 أبريل – أدريان برودي ممثل أمريكي.[26]
- 14 أبريل – مايك ألتيري ممثل أمريكي.
- 16 أبريل – إيكون
- 16 أبريل – توني ميلر
- 17 أبريل – ثيو راتليف لاعب كرة سلة أمريكي.
- 18 أبريل – جاد أبو مراد مقدم برامج إذاعية من الولايات المتحدة الأمريكية.
- 19 أبريل – مايكل باكال[27]
- 20 أبريل – لاموند موراي لاعب كرة سلة أمريكي.
- 22 أبريل – كريستوفر سابات ممثل أمريكي.
- 24 أبريل – إريك سنو لاعب كرة سلة أمريكي.[28]
- 24 أبريل – دامون ليندلوف[29]
- 25 أبريل – كورنيليوس بوندراجي ملاكم من الولايات المتحدة الأمريكية.
- 26 أبريل – مارك ديفيس لاعب كرة سلة من الولايات المتحدة الأمريكية.
- 27 أبريل – أندرو بالين منتج تلفزيوني أمريكي.
- 28 أبريل – خورخي غارسيا[30]

### مايو
- 2 مايو – هورل بيتشوم لاعب كرة سلة أمريكي.
- 7 مايو – مالك أوسين إيفانز لاعب كرة سلة أمريكي.
- 9 مايو – اليكس مارتن ممثلة من الولايات المتحدة الأمريكية.
- 10 مايو – جيروم وليامز لاعب كرة سلة أمريكي.
- 12 مايو – ماكنزي أستين ممثل أمريكي.[31]
- 13 مايو – لبريدجيت رايلي
- 14 مايو – فوشون لينارد لاعب كرة سلة أمريكي.
- 16 مايو – توري سبيلينغ[32]
- 16 مايو – منى أبو سليمان
- 17 مايو – ساشا ألكسندر ممثلة أمريكية.[33]
- 18 مايو – دونيل مارشال لاعب كرة سلة أمريكي.
- 24 مايو – كيفين ليفينجستون درّاج طريق من الولايات المتحدة الأمريكية.
- 25 مايو – مولي سيمز ممثلة أمريكية.[34]
- 29 مايو – إتدريك بوهانون لاعب كرة سلة أمريكي.

### يونيو
- 2 يونيو – ديفيد ويت لاعب كرة مضرب أمريكي.
- 2 يونيو – كيفن فيج منتج أفلام من الولايات المتحدة الأمريكية.[35]
- 4 يونيو – مات كوربوي ممثل أمريكي.
- 5 يونيو – لامون بروستر ملاكم من الولايات المتحدة الأمريكية.
- 8 يونيو – براينت ريفز لاعب كرة سلة أمريكي.
- 10 يونيو – ديفيد فريدمان ممثل أمريكي.
- 10 يونيو – فيث إيفانز مغنية أمريكية.[36]
- 11 يونيو – إيرا بومان
- 12 يونيو – جيسون كافي لاعب كرة سلة أمريكي.
- 12 يونيو – ميل رودريغيز ممثل أمريكي.
- 13 يونيو – أوغي بانكس ممثل أمريكي.
- 15 يونيو – غريغ فوغان
- 15 يونيو – نيل باتريك هاريس ممثل أمريكي.[37]
- 16 يونيو – إدي سيبريان[38]
- 17 يونيو – تومي هو لاعب كرة مضرب من الولايات المتحدة.
- 21 يونيو – جوليت لويس[39]
- 21 يونيو – فرانك فوغل
- 22 يونيو – كوري ألكسندر لاعب كرة سلة من الولايات المتحدة الأمريكية.
- 28 يونيو – برايان مايسونوف لاعب كرة قدم أمريكي.[40]
- 29 يونيو – جورج هينكابي دراج أمريكي.[41]
- 30 يونيو – روبرت باليز

### يوليو
- 2 يوليو – جواكين هوكينز لاعب كرة سلة أمريكي.
- 2 يوليو – سكوتي تو هوتي مصارع محترف من الولايات المتحدة الأمريكية.
- 3 يوليو – باتريك ويلسون ممثل أمريكي.[42]
- 4 يوليو – ماريسا مازولا مكمان منتج أفلام أمريكي.[43]
- 6 يوليو – براين مورتن
- 7 يوليو – تروي غاريتي ممثل أمريكي.[44]
- 9 يوليو – إنريكي مورسيانو ممثل أمريكي.
- 10 يوليو – مايكل كلارك ملاكم من الولايات المتحدة الأمريكية.
- 15 يوليو – براين أوستن غرين
- 16 يوليو – لورا مارغوليس ممثلة أمريكية.
- 20 يوليو – عمر ايبس
- 20 يوليو – كلاوديو رينا لاعب كرة قدم أمريكي.[45]
- 21 يوليو – آلي لاندري
- 21 يوليو – ميرلاكيا جونز لاعبة كرة سلة من الولايات المتحدة الأمريكية.
- 23 يوليو – دارفين هام لاعب كرة سلة أمريكي.
- 23 يوليو – كاثرين هان ممثلة أمريكية.[46]
- 23 يوليو – مونيكا لوينسكي[47]
- 24 يوليو – داريل سبينكس ملاكم من الولايات المتحدة الأمريكية.
- 25 يوليو – ديفيد دينمان ممثل أمريكي.
- 25 يوليو – كيني روبرتس جونيور متسابق دراجات نارية من الولايات المتحدة الأمريكية.
- 27 يوليو – موشي نوريس لاعب كرة سلة أمريكي.
- 29 يوليو – ستيفن دورف ممثل أمريكي.[48]
- 30 يوليو – كلمنتا بنكني سياسي أمريكي.
- 30 يوليو – نيل كاشكاري سياسي أمريكي.

### أغسطس
- 1 أغسطس – غريغ برهالتر[49]
- 1 أغسطس – ماريو بينيت لاعب كرة سلة أمريكي.
- 3 أغسطس – جيه كتلر
- 3 أغسطس – مايكل إيلي ممثل أمريكي.[50]
- 5 أغسطس – إيثان إريكسون ممثل أمريكي.[51]
- 6 أغسطس – اسيا كاريرا
- 6 أغسطس – فيرا فارميغا ممثلة أمريكية.[52]
- 7 أغسطس – روبي ريفيرا
- 9 أغسطس – جيمي كينغ لاعب كرة سلة أمريكي.
- 10 أغسطس – ليزا ريموند لاعبة كرة مضرب أمريكية.
- 11 أغسطس – أندي بلوم منافِس أوليمبي من الولايات المتحدة الأمريكية.[53]
- 11 أغسطس – كريستين آرمسترونغ درّاجة طريق من الولايات المتحدة الأمريكية.[54]
- 19 أغسطس – أحمد بيست ممثل أمريكي.
- 19 أغسطس – روي روجرز
- 20 أغسطس – روب سميث لاعب كرة قدم من الولايات المتحدة الأمريكية.
- 22 أغسطس – كريستين ويج[55]
- 22 أغسطس – هاوي دورو
- 23 أغسطس – جيرمين هوبكنز ممثل أمريكي.[56]
- 23 أغسطس – شارلوت سميث لاعبة كرة سلة أمريكية.
- 24 أغسطس – ديف شبيل[57]
- 24 أغسطس – غراي ديلايل
- 24 أغسطس – كارمين جيوفينازو ممثل أمريكي.[58]
- 25 أغسطس – بن فالكون
- 31 أغسطس – بريست لودرديل لاعب كرة سلة أمريكي.
- 31 أغسطس – ريجي جيري

### سبتمبر
- 2 سبتمبر – دوني بويس لاعب كرة سلة من الولايات المتحدة الأمريكية.
- 3 سبتمبر – جيسون مكارتني درّاج طريق من الولايات المتحدة الأمريكية.
- 3 سبتمبر – دامون ستودامير
- 4 سبتمبر – جايسون فرانك
- 7 سبتمبر – أليكس كورتزمان منتج تلفزيوني أمريكي.[59]
- 7 سبتمبر – شانون إليزابيث
- 12 سبتمبر – بول ووكر ممثل أمريكي.[60]
- 13 سبتمبر – بريان إيفانز لاعب كرة سلة أمريكي.
- 14 سبتمبر – دومينيك أرنولد منافِس أوليمبي من الولايات المتحدة الأمريكية.[61]
- 14 سبتمبر – ناز[62]
- 15 سبتمبر – تود كاهون ممثل أمريكي.
- 15 سبتمبر – جو فوغل لاعب كرة سلة أمريكي.
- 18 سبتمبر – جيمس مارسدن ممثل أمريكي.[14][14]
- 19 سبتمبر – جيريمي جوردن
- 20 سبتمبر – براد باير ممثل أمريكي.
- 24 سبتمبر – رودريك رودز
- 25 سبتمبر – بريدجيت ماركوارت[63]
- 26 سبتمبر – دكتور لوك[64]

### أكتوبر
- 1 أكتوبر – كريستيان بورل ممثل أمريكي.[65]
- 3 أكتوبر – أنجليكا جافالدون لاعبة كرة مضرب مكسيكية.
- 3 أكتوبر – كيكو اجينا ممثلة أمريكية.
- 4 أكتوبر – أبيس مصارع محترف من الولايات المتحدة الأمريكية.
- 4 أكتوبر – ماثيو وارد[66]
- 6 أكتوبر – ريبيكا لوبو[67]
- 9 أكتوبر – جينيفر اسبن ممثلة أمريكية.
- 10 أكتوبر – ماريو لوبيز[68]
- 12 أكتوبر – نيت دريجرس لاعب كرة سلة من الولايات المتحدة الأمريكية.
- 14 أكتوبر – دوان ويت لاعب كرة سلة أمريكي.
- 18 أكتوبر – جيمس فولي صحفي أمريكي.[69]
- 24 أكتوبر – ليفي ليفيمير درّاج طريق من الولايات المتحدة الأمريكية.
- 25 أكتوبر – لامونت بنتلي[70]
- 26 أكتوبر – تيموثي داولنغ كاتب سيناريو أمريكي.[71]
- 26 أكتوبر – سيث ماكفارلن مؤلف ومنتج أمريكي من اصل دنماركي.[72]
- 28 أكتوبر – أمل مكاسكيل لاعب كرة سلة أمريكي.
- 28 أكتوبر – مونتيل فانتيفيوس بورتر مصارع محترف من الولايات المتحدة الأمريكية.
- 31 أكتوبر – بيفرلي لين[73]
- 31 أكتوبر – كريستوفر بيفنز ممثل أمريكي.

### نوفمبر
- 2 نوفمبر – ماريسول نيكولز
- 4 نوفمبر – جايسون شو
- 5 نوفمبر – جيمس كولينز لاعب كرة سلة أمريكي.
- 6 نوفمبر – سوزان داوني منتجة أفلام من الولايات المتحدة الأمريكية.[74]
- 8 نوفمبر – دانتي كالابريا لاعب كرة سلة أمريكي.
- 9 نوفمبر – نيك لاتشي
- 11 نوفمبر – أندريه وولريدج لاعب كرة سلة أمريكي.
- 12 نوفمبر – مايتي غارسيا[75]
- 13 نوفمبر – جوردان بريدجز[76]
- 13 نوفمبر – ستيف هامر لاعب كرة سلة أمريكي.
- 13 نوفمبر – ويلفريدو نغرون ملاكم من الولايات المتحدة الأمريكية.
- 15 نوفمبر – سدني تاميا بوايتير ممثلة أمريكية.[77]
- 16 نوفمبر – بن هاندلوغتين لاعب كرة سلة أمريكي.
- 19 نوفمبر – سافيون غلوفر[78]
- 20 نوفمبر – انجليكا بريدجز ممثلة أمريكية.
- 21 نوفمبر – نيت إردمان لاعب كرة سلة أمريكي.
- 22 نوفمبر – كريس متزين[79]
- 24 نوفمبر – جي. سي. شاندور مخرج أفلام أمريكي.
- 25 نوفمبر – إدي ستيبلز ممثل أمريكي.
- 25 نوفمبر – إريك ستريكلاند لاعب كرة سلة أمريكي.
- 26 نوفمبر – بيتر فانسيلي ممثل أمريكي.[80]
- 27 نوفمبر – جو مسي ملاكم من الولايات المتحدة الأمريكية.
- 27 نوفمبر – سامانثا هاريس[81]
- 29 نوفمبر – تود ميلر لاعب كرة قدم من الولايات المتحدة الأمريكية.[82]
- 29 نوفمبر – سارة جونز[83]

### ديسمبر
- 1 ديسمبر – ديفيد جاف
- 1 ديسمبر – لومباردو بويار
- 3 ديسمبر – جو السباك
- 3 ديسمبر – هولي ماري كومز
- 4 ديسمبر – تايرا بانكس[84]
- 4 ديسمبر – كورليس ويليامسون لاعب كرة سلة أمريكي.
- 9 ديسمبر – نيكول جونسون ممثلة أمريكية.
- 10 ديسمبر – راستي لارو
- 10 ديسمبر – ريجي جاكسون لاعب كرة سلة أمريكي.
- 10 ديسمبر – نيك بلاسكو لاعب كرة سلة فلبيني.
- 11 ديسمبر – ياسين باي[85]
- 12 ديسمبر – دامون وليامز لاعب كرة سلة أمريكي.
- 12 ديسمبر – نيت رينكينج لاعب كرة سلة أمريكي.
- 13 ديسمبر – آرون ييتس
- 17 ديسمبر – ريان جونسون[86]
- 19 ديسمبر – كيبو ستيوارت لاعب كرة سلة أمريكي.
- 20 ديسمبر – جيني بوسيك لاعبة كرة سلة أمريكية.
- 22 ديسمبر – تراسي دينويدي ممثلة أمريكية.[87]
- 23 ديسمبر – رون رايلي
- 24 ديسمبر – إدي بابا لاعب كرة قدم أمريكي.[88]
- 24 ديسمبر – ستيفاني ماير مؤلفة أمريكية.[89]
- 25 ديسمبر – كريس هاريس
- 27 ديسمبر – آيك نوانكو لاعب كرة سلة أمريكي.
- 27 ديسمبر – روب وينرايت لاعب كرة سلة أمريكي.
- 27 ديسمبر – ويلسون كروز ممثل أمريكي.[90]
- 28 ديسمبر – سيث مايرز[91]
- 29 ديسمبر – بيمب سي موسيقي أمريكي.
- 29 ديسمبر – فنسنت مادالوني ملاكم من الولايات المتحدة الأمريكية.
- 30 ديسمبر – جيسون بير[92]
- 30 ديسمبر – دون ريد لاعب كرة سلة أمريكي.
- 31 ديسمبر – شاندون أندرسون لاعب كرة سلة من الولايات المتحدة الأمريكية.

## وفيات

### يناير
- 9 يناير – كورن غريفين (مواليد 1911) ملاكم من الولايات المتحدة الأمريكية.
- 15 يناير – كولمان فرانسيس (مواليد 1919)[93]
- 17 يناير – جوستين ميلر (مواليد 1888) قاضي من الولايات المتحدة الأمريكية.[94]
- 19 يناير – جوني يورجنسن (مواليد 1921) لاعب كرة سلة أمريكي.
- 22 يناير – ليندون جونسون (مواليد 1908) سياسي أمريكي.[95]
- 24 يناير – جوزيف كارول ناش (مواليد 1896)[96]

### فبراير
- 15 فبراير – تيم هولت (مواليد 1919) ممثل أمريكي.[97]
- 17 فبراير – هارولد ساكستون بور (مواليد 1889)[98]
- 23 فبراير – ديكنسون ريتشاردس (مواليد 1895) طبيب أمريكي.[99]
- 24 فبراير – أرت سميث (مواليد 1899) ممثل أمريكي.[100]
- 27 فبراير – بيل إيفرت (مواليد 1917) فنان قصص مصورة من الولايات المتحدة الأمريكية.[101]

### مارس
- 5 مارس – روبرت كروس (مواليد 1927)[102]
- 6 مارس – بيرل باك (مواليد 1892) كاتب أمريكي.[103]
- 11 مارس – جيس روبنز (مواليد 1886)[104]
- 14 مارس – هوارد أيكن (مواليد 1900)[105]
- 18 مارس – وليام بينتون (مواليد 1900) سياسي أمريكي.[106]
- 28 مارس – كلارنس غريفين (مواليد 1888) لاعب كرة مضرب من الولايات المتحدة.

### أبريل
- 11 أبريل – تيد دي كورسيا (مواليد 1903) ممثل أمريكي.[107]
- 13 أبريل – بيت هيرمان (مواليد 1896) ملاكم من الولايات المتحدة الأمريكية.[108]
- 20 أبريل – روبرت أرمسترونغ (مواليد 1890) ممثل أمريكي.[109]
- 21 أبريل – ميرين كوبر (مواليد 1893)[110]
- 26 أبريل – ايرين ريان (مواليد 1902)[111]
- 27 أبريل – آرثر جيمس (مواليد 1883) سياسي أمريكي.[112]

### مايو
- 5 مايو – توماس ميلر (مواليد 1886)[113]
- 11 مايو – ليكس باركر (مواليد 1919) ممثل أمريكي.[114]
- 12 مايو – فرانسيز ماريون (مواليد 1888)[115]
- 18 مايو – جانيت بيرينغ رانكن (مواليد 1880)

### يوليو
- 3 يوليو – لورنس هاموند (مواليد 1895)[116]
- 6 يوليو – جو إي براون (مواليد 1891) ممثل أمريكي.[117]
- 11 يوليو – والاس سميث (مواليد 1924) ملاكم من الولايات المتحدة الأمريكية.
- 12 يوليو – لون تشاني جونيور (مواليد 1906)[118]
- 12 يوليو – وليام كويليان (مواليد 1933) لاعب كرة مضرب أمريكي.
- 13 يوليو – ديفيد باور (مواليد 1917) ممثل أمريكي.
- 20 يوليو – بروس لي (مواليد 1940) بطل صيني.[119]

### أغسطس
- 8 أغسطس – دين كورل (مواليد 1939) قاتل متسلسل من الولايات المتحدة الأمريكية.[120]
- 9 أغسطس – تشارلز دانييلز (مواليد 1885) سباح أمريكي.[121]
- 10 أغسطس – بيرسيفال بيلي (مواليد 1892)[122]
- 17 أغسطس – آرثر رادفورد (مواليد 1896) ضابط من الولايات المتحدة الأمريكية.[123]
- 17 أغسطس – كونراد ايكين (مواليد 1889)[124]
- 21 أغسطس – باتريشيا أفيري (مواليد 1902) ممثلة من الولايات المتحدة الأمريكية.[125]
- 27 أغسطس – تول أفيري (مواليد 1915) ممثل أمريكي.[126]
- 30 أغسطس – مايكل دن (مواليد 1934)[127]
- 31 أغسطس – جون فورد (مواليد 1894) مخرج أفلام أمريكي.[128]

### سبتمبر
- 6 سبتمبر – ليستر لين (مواليد 1932)
- 20 سبتمبر – جيم كروتش (مواليد 1943)[129]

### أكتوبر
- 6 أكتوبر – سيدني بلاكمر (مواليد 1895) ممثل أمريكي.[130]
- 18 أكتوبر – والت كيلي (مواليد 1913)[131]
- 23 أكتوبر – كارل إيكارت (مواليد 1902) فيزيائي أمريكي.[132]

### نوفمبر
- 8 نوفمبر – ر يوينغ توماسون (مواليد 1879) سياسي أمريكي.[133]
- 26 نوفمبر – تشارلز ايفانز ويتاكر (مواليد 1901) قاضي أمريكي.[134]
- 29 نوفمبر – فريد أبوستولي (مواليد 1913) ملاكم من الولايات المتحدة الأمريكية.[135]

### ديسمبر
- 2 ديسمبر – واتسون واشبورن (مواليد 1894) لاعب كرة مضرب من الولايات المتحدة.[136]
- 10 ديسمبر – إيرل فوكس (مواليد 1891) ممثل من الولايات المتحدة الأمريكية.[137]
- 17 ديسمبر – تشارلز غريلي أبوت (مواليد 1872)[138]
- 20 ديسمبر – بوبي دارين (مواليد 1936)[139]
- 25 ديسمبر – ليونا أندرسون (مواليد 1885) ممثلة أمريكية.